# Poslovna etika
Poslovna etika se odnosi na istinitost i pravednost očekivanja društva, poštene konkurencije, oglašavanja, društvenih odgovornosti, odnosa s javnošću, ponašanja poduzeća u zemlji i inozemstvu.
Poslovnu etiku se može definirati kao primjenu općeprihvaćenih etičkih načela u procesu poslovanja pojedinaca i poduzeća.

## Subjekti poslovne etike
- čovjek
- organizacija
- društvo

## Etički kodeks
U okviru poslovne etike etički kodeks se odnosi na skupove formalnih i neformalnih pravila, shema, propisa i dobrih običaja u poslovnom ponašanju. Etički kodeks služi kao okvir u kojemu bi se trebali kretati i na taj način formalno olakšava poslovanje u sve kompliciranijim uvjetima na tržištu.

## Područje istraživanja
- društvena odgovornost poduzeća
- odnos poduzeća s potrošačima
- ekologija i razvoj

## Poveznice
- etika